# A Era dos Humanos
A Era dos Humanos é um documentário brasileiro produzido pelo Grupo Storm, com roteiro e direção de Iara Cardoso
, apresentação do ator e ambientalista Marcos Palmeira e participação de Luciano Huck, e explora como os nossos pensamentos, intuições, emoções e sentidos estão por trás das mudanças climáticas. O documentário foi lançado no dia 5 de setembro, Dia da Amazônia, e contou com sessões comerciais em cinemas da rede Cinemark. A Era dos Humanos foi lançando no Globoplay  no dia 4 de outubro de 2023, Dia da Natureza, em formato de série de quatro episódios.